# Heterothele erdosi
Espèce
Heterothele erdosi est une espèce d'araignées mygalomorphes de la famille des Theraphosidae.

## Distribution
Cette espèce est endémique de l'État d'Oyo au Nigeria,. Elle se rencontre vers Ibadan.

## Description
Le mâle holotype mesure 13,6 mm.

## Systématique et taxinomie
Cette espèce a été décrite par en Sherwood & Gallon, 2025.

## Étymologie
Cette espèce est nommée en l'honneur de Paul Erdős.

## Publication originale
- Sherwood & Gallon, 2025 : « Heterothele erdosi, a new species of Heterothele Karsch, 1879 from Nigeria (Araneae: Theraphosidae). » Natura Somogyiensis, vol. 45, p. 51-56.